# Cassius Stanley
Cassius Jerome  Stanley (ur. 18 sierpnia 1999 w Los Angeles) – amerykański koszykarz, występujący na pozycji rzucającego obrońcy, obecnie zawodnik Motor City Cruise.
W 2019 wystąpił w meczu gwiazd amerykańskich szkół średnich – Jordan Classic. Został też zaliczony do III składu USA Today’s All-USA.
25 grudnia 2021 zawarł 10-dniową umowę z Detroit Pistons. 4 stycznia został ponownie przypisany do Motor City Cruise. 8 stycznia 2021 podpisał kolejny kontrakt z Pistons na 10 dni. 21 stycznia 2022 zawarł następną, identyczną umowę. 31 stycznia 2022 powrócił do składu Motor City Cruise.

## Osiągnięcia
Stan na 12 lutego 2022, na podstawie, o ile nie zaznaczono inaczej.
NCAA
- Zaliczony do I składu:
  - najlepszych pierwszorocznych zawodników ACC (2020)
  - turnieju 2K Sports Classic (2020)

NBA
- Uczestnik konkursu wsadów NBA (2021)[7]